# Mosquée Sidi M'hamed Cherif
La mosquée Sidi M'hamed Cherif se situe dans la haute Casbah d'Alger, au carrefour des rues Sidi M’hamed Chérif et des frères Bachara (également nommées Yacef‑Mokrane et Fatah Brahim)  . Elle est bâtie autour du sanctuaire de Sidi M'hamed Cherif, un saint local décédé aux alentours de 1541–1543, ce qui en fait l’édifice religieux centré autour d’un lieu de dévotion historique.

## Histoire
La mosquée Sidi M’hamed Cherif trouve son origine au XVIe siècle, lorsqu’elle n’était encore qu’une modeste zaouïa construite autour du tombeau d’un saint local vénéré. Ce sanctuaire funéraire devint progressivement un véritable lieu de culte communautaire, transformé en mosquée peu après la mort du saint fondateur, vers le milieu du XVIᵉ siècle,.
Sous la période de la Régence d'Alger, la mosquée s'intègre pleinement au tissu religieux et urbain de la Casbah. Elle constitue l'un des exemples typiques de l'architecture islamique locale, telle qu'elle s'est développée sous la régence d’Alger,. Cet héritage lui vaut aujourd'hui d’être reconnue comme partie intégrante du patrimoine mondial inscrit à l’UNESCO, au même titre que l’ensemble de la Casbah d'Alger.
Durant l'occupation coloniale française, l'édifice connaît des modifications fonctionnelles. Il est notamment converti en école, et des annexes scolaires sont construites, altérant partiellement sa structure initiale. Ce n’est qu'après l'indépendance de l'Algérie que la mosquée retrouve sa vocation première de lieu de prière et de recueillement.
En 2002, la mosquée fait l'objet d'une campagne de réhabilitation menée par les autorités locales, sous l'égide des services de la wilaya d'Alger. Ces travaux visent à restaurer les éléments architecturaux et décoratifs d'origine, notamment la fontaine murale située à l'entrée, emblématique du style mauro-ottoman. Cette restauration marque un effort de sauvegarde du patrimoine religieux au sein de la vieille médina d’Alger,.

## Description
On accède à l'édifice via quelques marches qui mènent à une porte en bois sculpté, encadrée par un porche modeste. Immédiatement à l'entrée intérieure se trouve une fontaine murale en pierre, revêtue de faïences polychromes sous auvent en bois et tuiles vertes vernissées.
La mosquée intègre une petite salle de prière surmontée d'une coupole, avec un mihrab en céramique blanc et bleu. Des colonnes soutiennent l'espace, dont certaines datent de l'origine ottomane  .
Une partie réservée aux femmes est aménagée à un étage supérieur, sous une autre coupole.
L'édifice combine stuc blanc, faïences (zellige), bois sculpté et tuiles vernissées, illustrant un style mauro‑ottoman simple et sobre. L’usage de courbes outrepassées ou en mocárabe dans le décor est caractéristique de l'époque.

## Symbolisme
La mosquée Sidi M'hamed Cherif ne se limite pas à sa fonction cultuelle traditionnelle : elle est également un haut lieu de pèlerinage populaire, notamment pour les femmes en quête de maternité. Le tombeau du saint éponyme, situé à l'intérieur du sanctuaire, est l'objet de vénération et de prières spécifiques, perpétuant ainsi une pratique dévotionnelle ancestrale qui dépasse le simple cadre des cinq prières quotidiennes. Cette dimension spirituelle vivante confère à l'édifice une aura particulière au sein de la Casbah.
Au-delà de sa portée religieuse, le site constitue aussi un repère culturel et artistique. Le carrefour où se dresse la mosquée, surnommé « le croisement Fromentin », a longtemps fasciné peintres et voyageurs, dont le célèbre artiste orientaliste Eugène Fromentin. Ce dernier voyait dans ce quartier l'incarnation ultime de l'authenticité urbaine et le qualifiait de « dernier refuge de la vie arabe », soulignant ainsi la richesse humaine et visuelle de cet espace patrimonial.
Aujourd'hui encore, la mosquée Sidi M'hamed Cherif demeure un monument protégé, inscrit parmi les édifices religieux classés de la Casbah d'Alger. À l’instar d’autres mosquées algéroises de quartier, elle bénéficie d'un statut de conservation qui vise à préserver son architecture, sa mémoire et son rôle dans la trame historique et spirituelle de la ville.

## Galerie

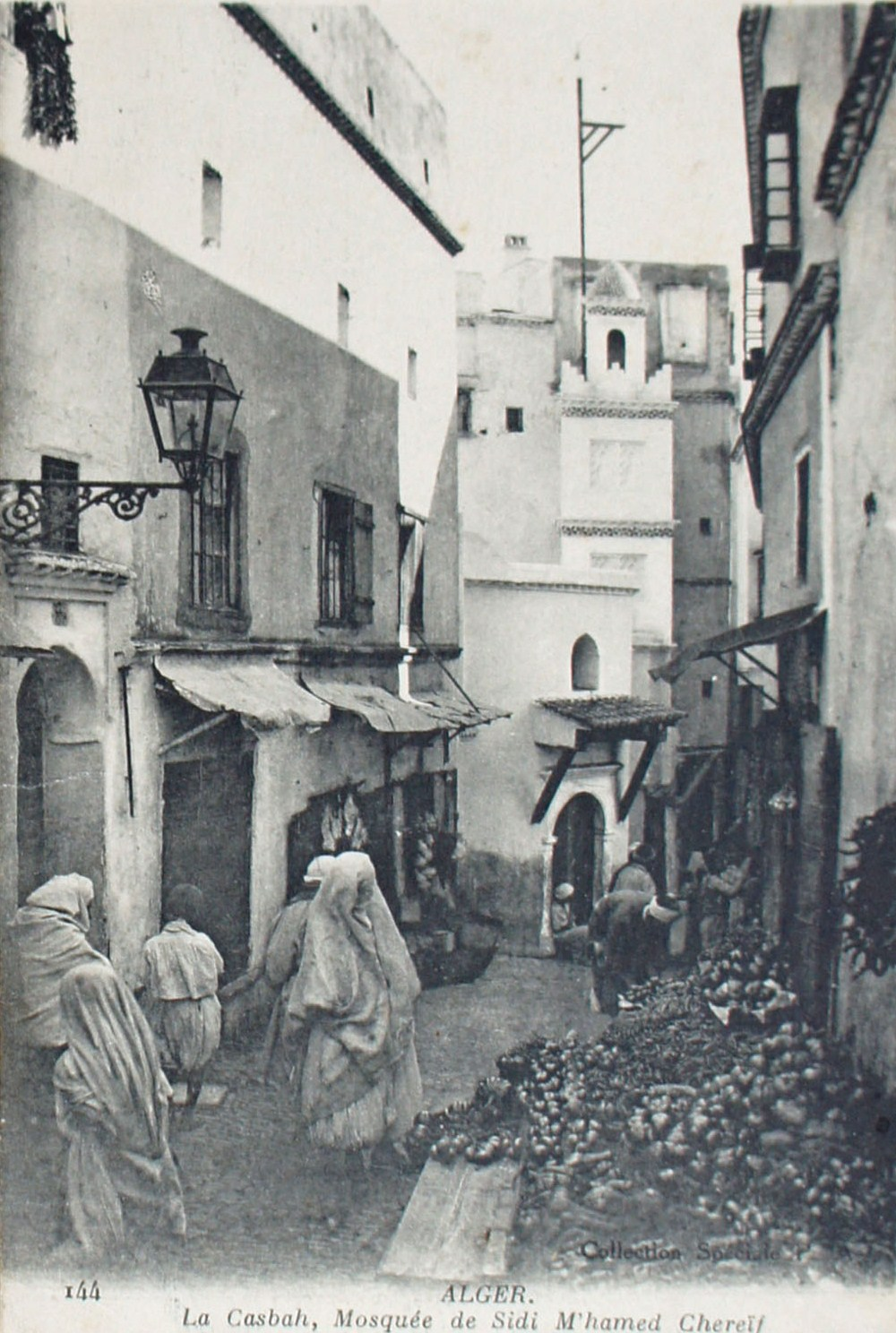
Carte postale expédiée en 1916 de la rue N°144 de la Casbah d'Alger où se trouve la mosquée.
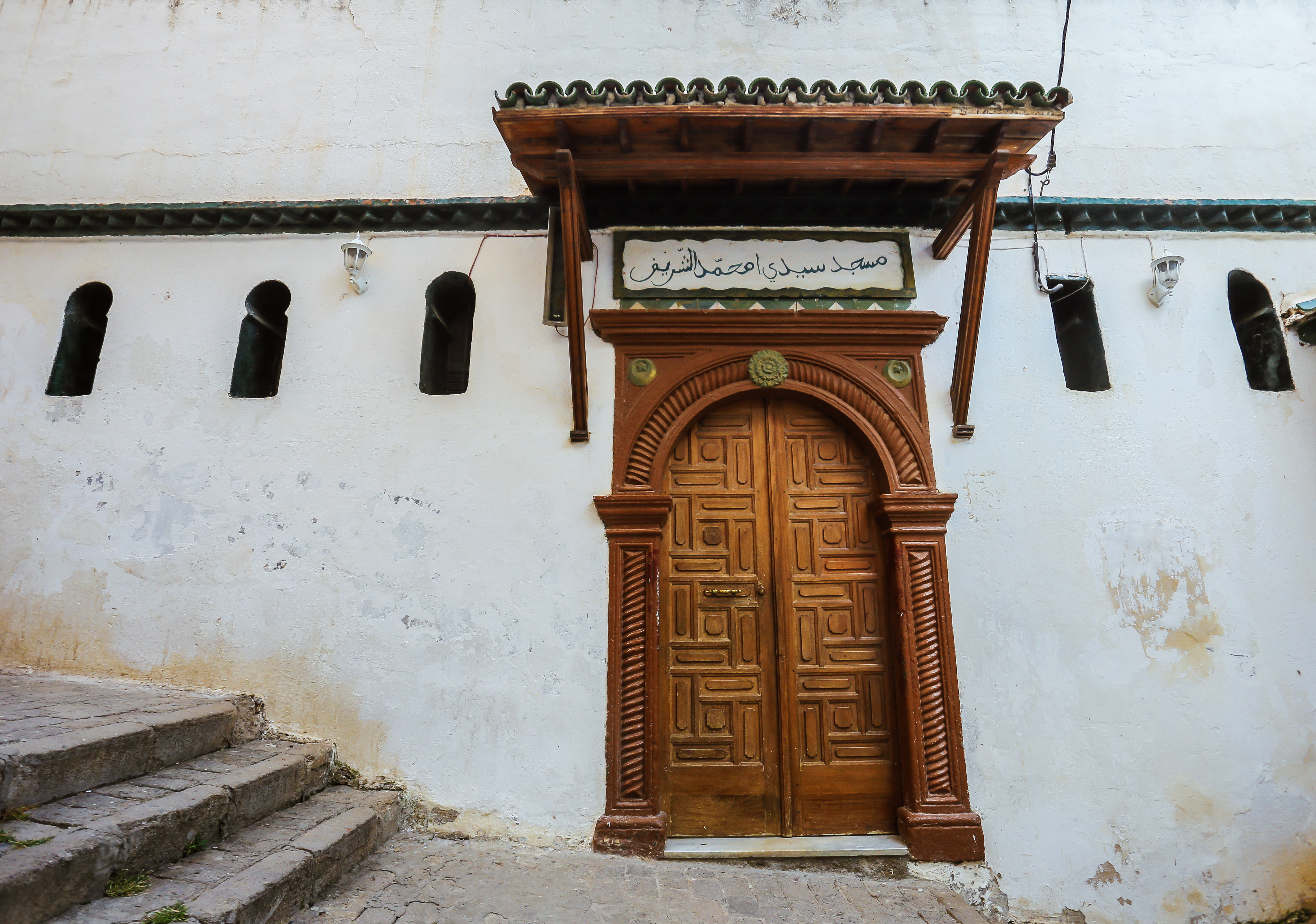
La façade de la mosquée.
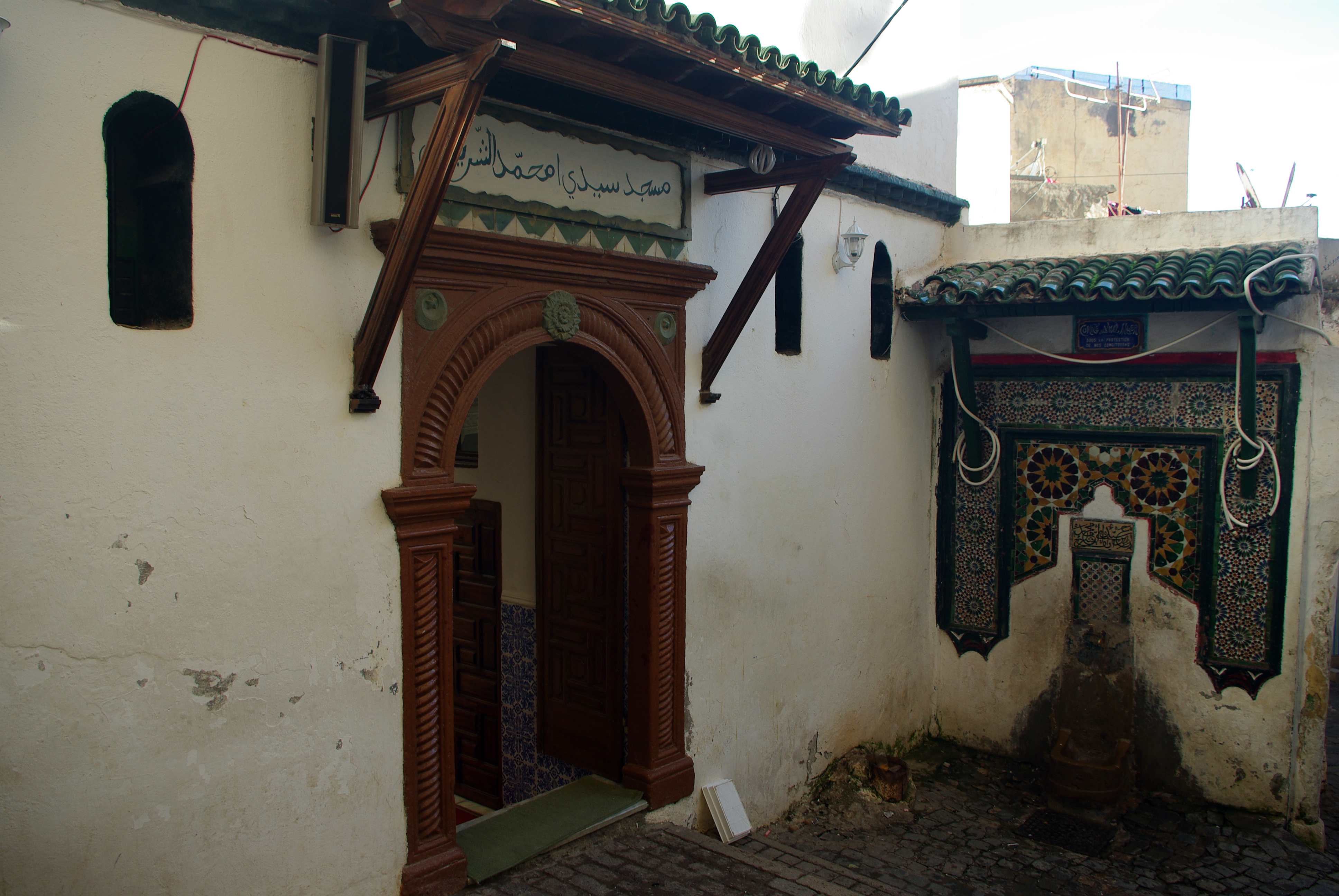
La fontaine de la mosquée
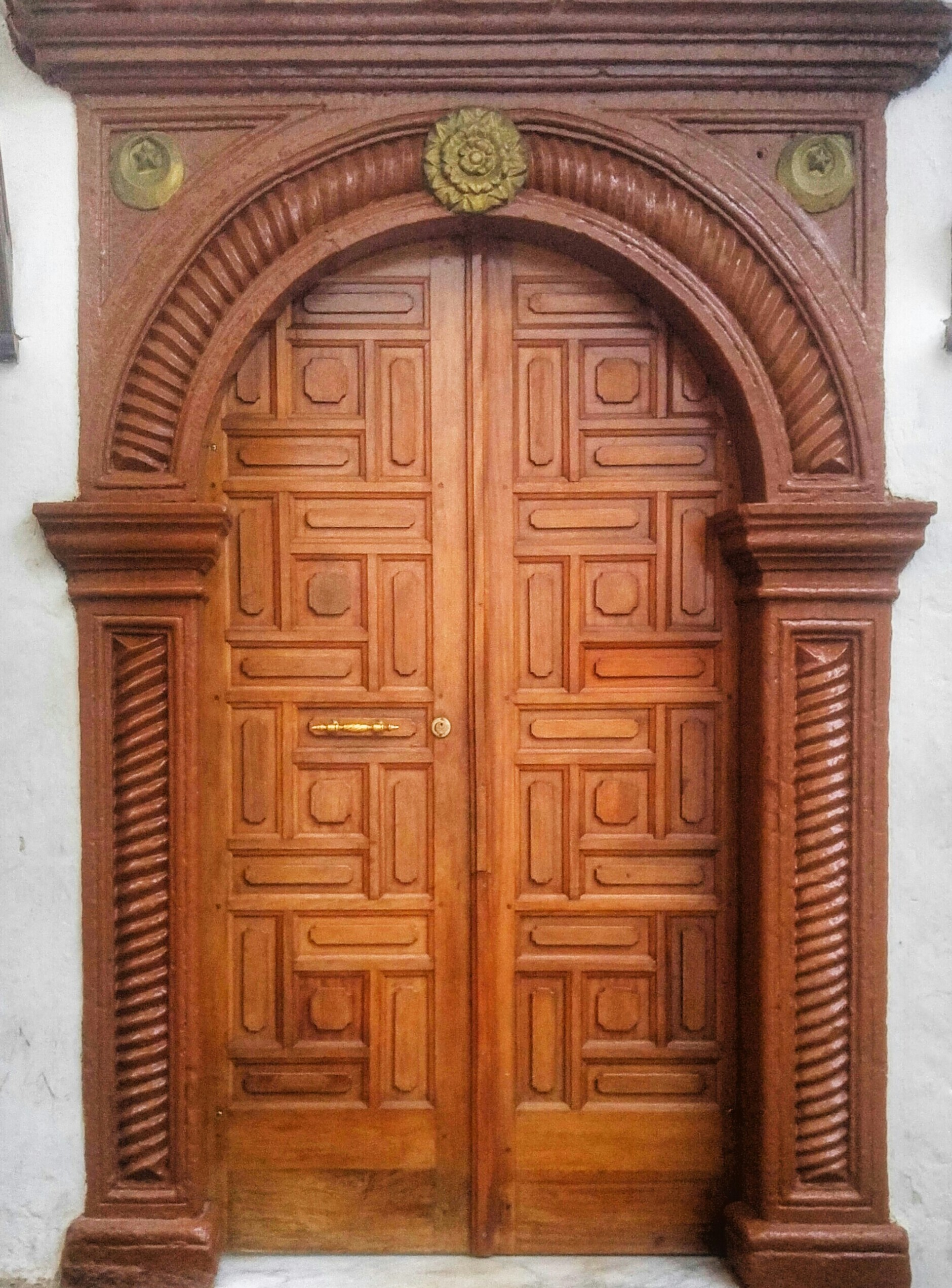
La porte sculptée de la mosquée.

#### Ouvrages
- Brahim Benyoucef, Introduction à l'histoire de l'architecture islamique, Alger, Office des Publications Universitaires (OPU), 2005 (1re éd. 1994), 196 p. (ISBN 978-9961-0-0897-3, BNF 41144024)
- Georges Marçais, L'architecture musulmane d'Occident, Paris, 1954.
- Albert Devoulx, Les édifices religieux de l’ancien Alger, La Revue Africaine, Typographie Bastide, Alger, 1870.

#### Articles
- Abdelaziz Benabdallah, « L'architecture islamique dans les mosquées maghrébines », Al-Qods : revue arabo-islamique, Rabat, no 3,‎ 1985 (lire en ligne [PDF])